# Megalomus monticellii
Megalomus monticellii is een insect uit de familie van de bruine gaasvliegen (Hemerobiidae), die tot de orde netvleugeligen (Neuroptera) behoort. 
Megalomus monticellii is voor het eerst wetenschappelijk beschreven door Navás in 1928.